# Kim Hoa, Hương Sơn
Kim Hoa là một xã thuộc huyện Hương Sơn, tỉnh Hà Tĩnh, Việt Nam.

## Địa lý
Xã Kim Hoa nằm ở phía đông huyện Hương Sơn, có vị trí địa lý:
- Phía đông và phía nam giáp huyện Vũ Quang
- Phía tây giáp xã Sơn Phú và xã Sơn Trường
- Phía bắc giáp các xã Sơn Bằng, Sơn Bình, Sơn Châu, Sơn Ninh.

Xã Kim Hoa có diện tích 46,49 km², dân số năm 2018 là 7.698 người, mật độ dân số đạt 166 người/km².

## Lịch sử
Ngày 13 tháng 12 năm 2018, HĐND tỉnh Hà Tĩnh ban hành Nghị quyết số 126/NQ-HĐND về việc:
- Thành lập thôn Cao Trà trên cơ sở thôn Cao Sơn và thôn Trà Sơn.
- Thành lập thôn Châu Lâm trên cơ sở thôn Châu Sơn và thôn Sơn Lâm.

Trước khi sáp nhập, xã Sơn Phúc có diện tích 6,22 km², dân số là 2.060 người, mật độ dân số đạt 331 người/km². Xã Sơn Mai có diện tích 19,16 km², dân số là 1.937 người, mật độ dân số đạt 101 người/km², có 5 xóm: Minh Giang, Hội Sơn, Kim Lộc, Tân Hoa, Kim Lĩnh. Xã Sơn Thủy có diện tích 21,11 km², dân số là 3.701 người, mật độ dân số đạt 175 người/km².
Ngày 21 tháng 11 năm 2019, Ủy ban Thường vụ Quốc hội ban hành Nghị quyết số 819/NQ-UBTVQH14 về việc sắp xếp các đơn vị hành chính cấp xã thuộc tỉnh Hà Tĩnh (nghị quyết có hiệu lực từ ngày 1 tháng 1 năm 2020). Theo đó, sáp nhập toàn bộ diện tích và dân số của ba xã Sơn Mai, Sơn Phúc và Sơn Thủy thành xã Kim Hoa.